# Nerebtum
Koordinaten: 33° 18′ 40″ N, 44° 35′ 26″ O
Nērebtum (auch Nêribtum), heute Tell Iščāli, ist der Name einer altbabylonischen Stadt, die an der Mündung des Diyala-Flusses in den Tigris am Rande der irakischen Hauptstadt Bagdad liegt.
Nach in Tell Iščāli gefundenen Ziegelinschriften wurde die Stadt von Ipiq-Adad II. der Göttin Ištar kitītum (Ištar von Kiti) zum Geschenk gemacht. Dort wurde auch das Heiligtum der Ištar kitītum freigelegt.
Der Tell misst ca. 600 × 300 m. Während der 1934 bis 1936 vom Oriental Institute der University of Chicago durchgeführten Grabung an der Ostseite des Hügels wurden Reste von Architektur, ungefähr 280 Tontafeln sowie zahlreiche Kleinfunde gefunden, die in das erste Viertel des 2. Jahrtausends v. Chr. datieren. Des Weiteren sollen ca. 290 aus Raubgrabungen stammende Tontafeln und zwei bronzene Götterstatuetten aus Tell Iščāli stammen.

## Chronologie und Geschichte
Die ausgegrabenen Funde stammen mehrheitlich aus der Isin-Larsa-Zeit, es gibt jedoch Beispiele prähistorischer und altakkadischer Glyptik, ferner altakkadische Oberflächenfunde.
Eine einheimische Dynastie von Nērebtum ist nicht belegt. Andere politische Zentren im Diyāla-Gebiet scheinen immer eine Oberherrschaft über Nērebtum ausgeübt zu haben.
Durch Inschriften sind die Herrscher des Fürstentums Ešnunna (Ipiq-Adad I., Ibâl-pî-El I., Ipiq-Adad II., Narām-Sîn, Dāduša, Dannum-Tāḫāz und Ibâl-pî-El II.) bezeugt. Die Tontafelarchive datieren in die Zeit von Ipiq-Adad II. bis zu Ṣillī-Sîn. Die Stadtgeschichte endete wohl mit dem Sieg Hammurapi I. über Ešnunnna oder kurz danach.

## Architektur
In der Stadt wurden zwei Tempel, Teile der Stadtbefestigung und ein großes Privathaus („Serai“) freigelegt.

### Kitītum-Tempel
Der Tempel der Göttin Ištar kitītum (Ištar von Kiti) wurde in einem Wohngebiet gegründet, für dessen Bau Privathäuser abgerissen wurden. Drei Bauperioden konnten für den Tempel ermittelt werden, wobei sich die erste nochmal in vier Nutzungsphasen gliedert. Das Gebäude der ersten und letzten Bauperiode wurde in einem Brand zerstört.
Der ca. 100 × 65 m große Komplex befand sich auf einer aus Lehmziegeln errichteten Terrassierung, die von einer Stützmauer (kisû) umgeben war. Den Zugang bildeten Treppen, die zu drei Toren führten. Zwei von ihnen befanden sich in der südlichen Mauer, das dritte in der östlichen. Die äußeren Fassaden waren durch Nischen-Pfeiler-Dekoration unterteilt.
Zwei mit Lehmziegeln gepflasterte Innenhöfe gliederten den Tempel. Der große Vorhof war mit zwei Heiligtümern flankiert: auf der Nordostseite befand sich ein kleiner Tempel, der keiner konkreten Gottheit zugeordnet werden konnte, auf der Westseite der Haupttempel der Göttin Kitītum. Der letztere lag etwa ein Meter über dem Niveau des Vorhofes. Die Cella und Vorcella, zwei hintereinanderliegende Breiträume, lagen auf der Nordseite seines Innenhofes. In der Rückwand der Cella befand sich eine tiefe Wandnische für ein Kultbild.
In dem Gebäudeteil hinter der Cella kamen mehrere Kleinfunde, Terrakottafiguren und Reliefs, Steinfiguren, Roll- und Stempelsiegel, Steingewichte, Perlen, Amulette sowie Fragmente von Steingefäßen ans Licht. Außerdem wurden im Tempel und seiner unmittelbaren Umgebung 119 Tontafeln mit Verträgen, Verwaltungs- und Schultexten gefunden.

### Gate-Tempel
Der sogenannte „Gate-Tempel“ lag rechts hinter dem Stadttor, in die Stadtmauer eingegliedert. Er ist über einen im Süden vorgelagerten trapezförmigen Hof zu erreichen. Er war 37 × 26 m groß und bestand aus 18 um einen zentralen Hof gruppierten Räumen. Genau gegenüber dem Haupteingang befand sich der Kulttrakt. Dabei handelte es sich um eine Breitraumcella mit angeschlossener Vorcella. Jeweils im Osten und im Westen des Cella-Komplexes befanden sich jeweils eine Zwei-Raum-Gruppe. Insgesamt ist der Tempel sehr symmetrisch in Bezug auf die Mittelachse.
Bei seiner Entdeckung wurde er zunächst den Gott Šamaš zugeordnet, heute identifiziert man als Hauptgottheit den babylonischen Mondgott Sîn, der ebenfalls Stadtgott von Nērebtum war.
Der Bau des Tempels kann nur ungefähr datiert werden. Anhand der Angaben in den gefundenen Tontafeln sowie der Ausrichtung der umliegenden Wohnbebauung wird vermutet, dass der Gate-Tempel in die Zeit vor Ipiq-Adad II. von Ešnunna datiert.
Zu den Funden im Tempel zählen Terrakotta- und Kalksteinreliefs, Bronzeobjekte, Rollsiegel, Hämatitgewichte und Keulenköpfe aus Stein. Bei dort ebenfalls gefundenen Tontafeln handelt es sich um Rechtsurkunden und ein Fragment des Gilgamesch-Epos.